# Aucula schausi
Aucula schausi là một loài bướm đêm trong họ Noctuidae.